# Бартоломео Беллано
Бартоломео Беллано (італ. Bartolomeo Bellano відомий також як Vellano da Padova, Беллано да Падуя 1437/1438, Падуя — 1496/1497) — італійський скульптор і медальєр 15 ст.

## Життєпис

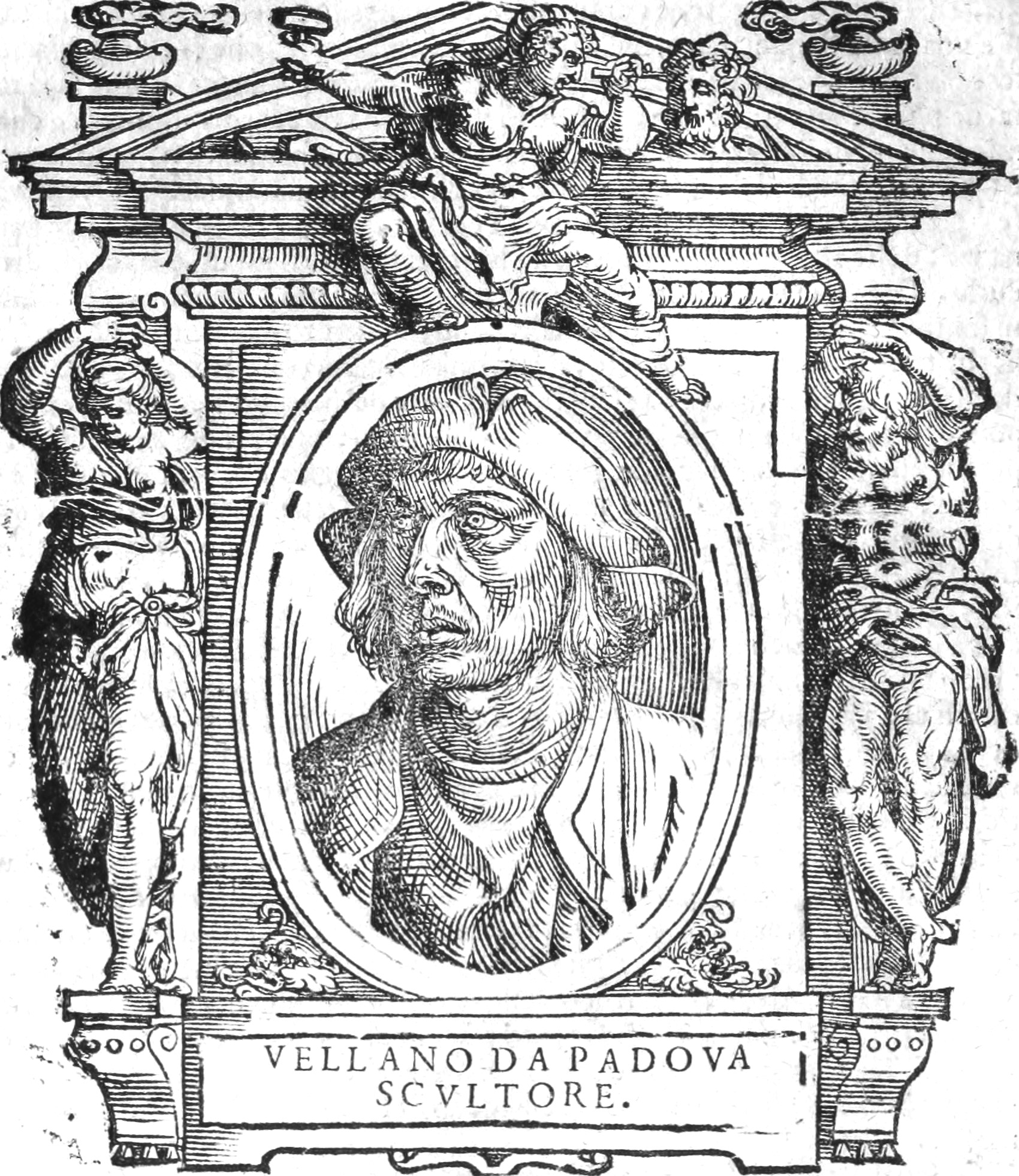
Умовний портрет Бартоломео Беллано в книзі «Життєписи…» Джорджо Вазарі, створений через 70 років по смерті митця.

Народився в місті Падуя. Рік народження розміщають між 1437/1438, тобто народився не раніше 1437 року. Походив із родини падуанського ювеліра. Досить рано виявив художні здібності і згодом добре опанував ливарну справу та виготовлення дрібної пластики в бронзи. Як майстер ливарної справи і обдарований скульптор потрапив в майстерню флорентійського скульптора Донателло, котрий працював в Падуї. Низка робіт митця пов'язана з творами майстерні скульптора Донателло, хоча він не відмовився від власної творчості.
Серед самостійних творів Бартоломео Беллано 1464 року — портретна скульптура папи римського Павла II, котра давно втрачена. Відома також «Мадонна з немовлям», котра наближена до іконографічного типу «Мадонни Пацці» роботи Донателло. Твір Донателло — нині в Берліні, рельєф Бартоломео Беллано перевезений в Нідерланди. До раннього періоду творчості митця відносять чотири рельєфи з зображенням путті в теракоті.
1469 року скульптор повернувся в Падую. До цього періоду належить мармуровий релікварій для базиліки Св. Антонія. Але головні твори скульптора і медальєра виконані в бронзі, улюбленому матеріалі італійських скульпторів. Сам мав невелику майстерню і брав помічників і учнів. Учнем Бартоломео Беллано був італійський скульптор Андреа Річчо ( бл. 1470—1532), також майстер дрібної пластики з бронзи.
Бартоломео Беллано помер не пізніше 1497 року.